# Johann Ernst von Herberstein
hrabia Johann Ernst von Herberstein (ur. 5 czerwca 1671, zm. 1746) austriacki dyplomata żyjący na początku XVIII wieku. Jego przodkiem był Siegmund von Herberstein XVI- wieczny dyplomata. Ród Herbersteinów wydał wielu dyplomatów: Adam von Herberstein (zm. 1626) posłował do Konstantynopola, Georg Sigmund von Herberstein (1594–1663) do Paryża, a Ferdinand Leopold von Herberstein (1695–1744) do Sztokholmu.
Jego żoną została Regina Elisabeth von   Khevenhüller. Ich synem był Johann Karl von Herberstein (ur. 1719), późniejszy biskup Lubljany, zwolennik tolerancji i józefinizmu.
W latach 1710–1711 cesarski poseł w Polsce. W 1710 August II Mocny przyjął go na uroczystej, ceremonialnej audiencji ze szpalerami wojsk prezentujących broń i bębnami, podczas pobytu w Gdańsku.